# Wohnhäuser Am Schloßgraben 12 bis 16
Die Wohnhäuser Am Schloßgraben 12 bis 16 in der niedersächsischen Samtgemeinde Land Hadeln, Gemeinde Otterndorf, im Landkreis Cuxhaven, stammen vom Ende des 19. Jahrhunderts. Aktuell (2024) werden sie als Wohnhäuser und Ferienhaus (Nr. 12) genutzt.
Die Gebäude stehen unter Denkmalschutz (siehe auch Liste der Baudenkmale in Otterndorf).

## Geschichte und Beschreibung
Otterndorf war der Hauptort des Landes Hadeln. 1400 erhielt es von Herzog Erich von Sachsen-Lauenburg das Stadtrecht.
Schloss Otterndorf war eine ehemalige Burganlage des Herzogtums Sachsen-Lauenburg vom 14. Jahrhundert; der letzte Schlossbau wurde um die Mitte des 18. Jahrhunderts abgerissen. 1773 wurde das Amtshaus auf dem Schlossplatz errichtet. Hier führt die Straße Am Schlossgraben vorbei.

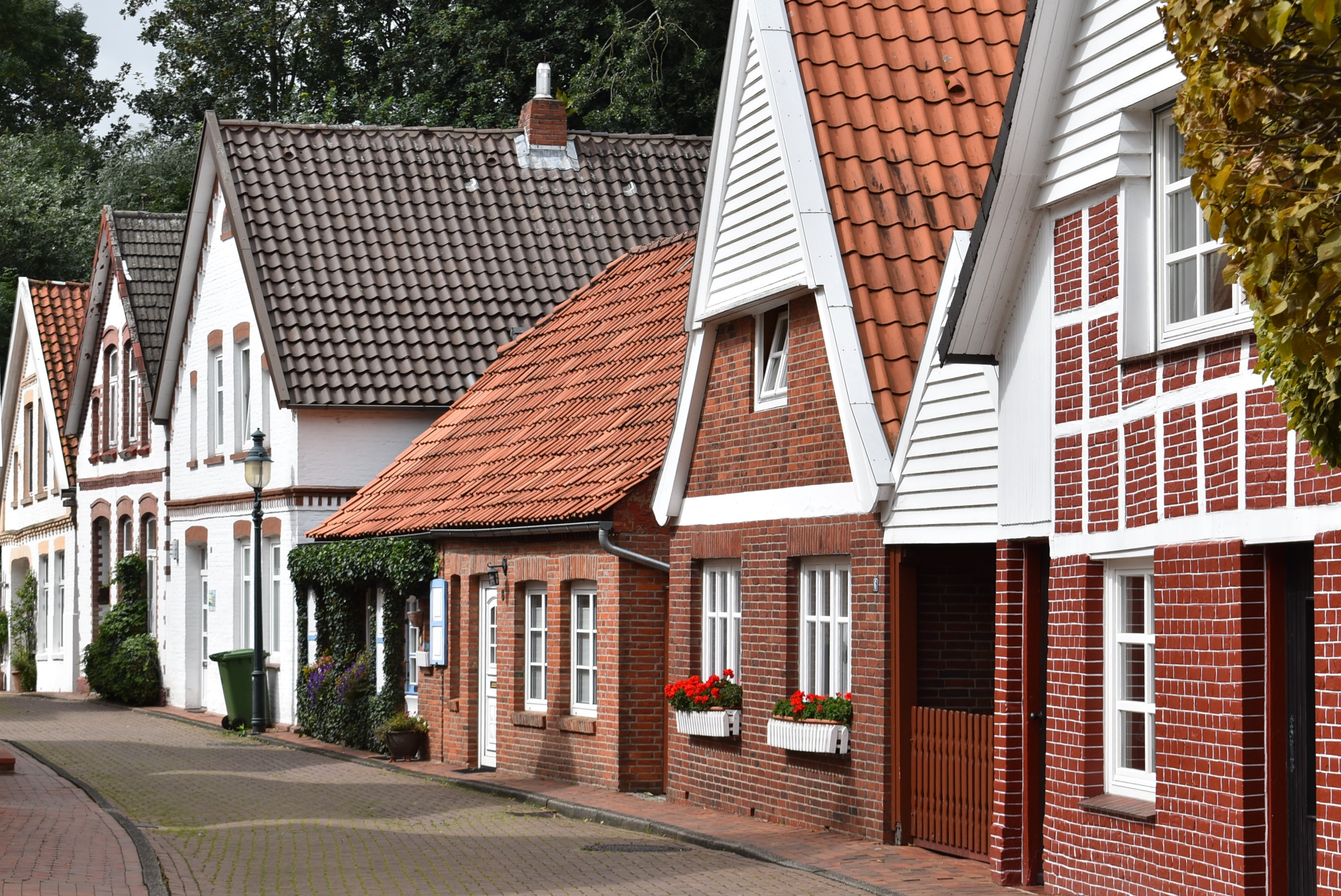
Links: Nr. 12 bis 16

Das Ensemble auf der Nordseite der kleinteilig parzellierten Straße besteht aus den drei eingeschossigen giebelständigen Backsteinbauten vom Ende des 19. Jahrhunderts mit Drempel und ziegelgedecktem Satteldächern:
- Nr. 12: Fassade mit Backsteinverzierungen in Form von Tropfen- und Zahnschnittfries[2]
- Nr. 14: Fassade mit Backsteinverzierungen in Form des Deutschen Bandes, Fensterrahmungen und Ortgangbegleitung[3]
- Nr. 16: Fassade mit Backsteinverzierungen in Form von Tropfenfriesen, Fenstersturz- und Ortgangbegleitung[4]

Das Landesdenkmalamt befand u. a.: „… ihre Fassaden sind individuell mit zeittypischen Backsteinziersetzungen des späten 19. Jahrhunderts geschmückt.“